# 奥里于勒
奥里于勒（法語：Orriule，法語發音：[ɔʁjyl]）是法国大西洋比利牛斯省的一个市镇，属于奥洛龙-圣玛丽区。

## 地理
奥里于勒（43°24'22"N, 0°51'14"W）面积6.36 平方千米，位于法国新阿基坦大区大西洋比利牛斯省，该省份为法国东南部省份，涵盖了贝阿恩与北巴斯克，西临大西洋比斯開灣，北至朗德省，东北接热尔省，东临上比利牛斯省，南与西班牙接壤。
与奥里于勒接壤的市镇（或旧市镇、城区）包括：昂德兰、卡斯泰特邦、拉斯、纳尔普、奥里永、奥藏克斯-蒙泰斯特吕克。
奥里于勒的时区为UTC+01:00、UTC+02:00（夏令时）。

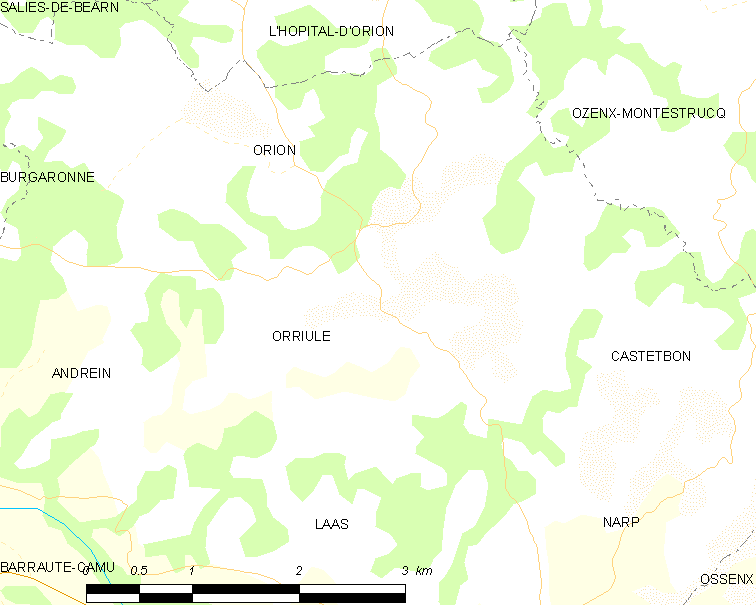
奥里于勒的OSM定位图

## 行政
奥里于勒的邮政编码为64390，INSEE市镇编码为64428。

## 政治
奥里于勒所属的省级选区为奥尔泰兹-激流与盐之地县。

## 人口

1962-2008年间奥里于勒人口变化图示

奥里于勒于2022年1月1日时的人口数量为142人。